# Crotalaria loandae
Crotalaria loandae är en ärtväxtart som beskrevs av Baker f.. Crotalaria loandae ingår i släktet sunnhampor, och familjen ärtväxter. Inga underarter finns listade i Catalogue of Life.